# César Izquierdo
César Izquierdo Urbina (Huércanos, La Rioja, 19 de junio de 1953) es un profesor emérito español de Teología Fundamental y Dogmática.

## Formación y actividad académica
Tras los estudios de filosofía y teología en el Seminario Conciliar de Logroño, fue ordenado sacerdote el 20 de junio de 1976. Pertenece al presbiterio de la diócesis de Calahorra y La Calzada-Logroño, en la que, durante un tiempo, desempeñó su ministerio pastoral en parroquias rurales. 
Cursó los estudios superiores de teología en la Facultad de Teología de la Universidad de Navarra, donde obtuvo el doctorado en 1980. Licenciado en Filosofía y Letras, sección Filosofía, en 1976, consiguió el grado de doctor en filosofía con su tesis doctoral sobre "La Historia y tradición en Maurice Blondel", en la Facultad de Filosofía y Letras de la Universidad de Navarra (1988); la tesis fue publicada en 1990 con el título "Blondel y la crisis modernista". En 1982 se incorporó al claustro de profesores de la Facultad de Teología de la Universidad de Navarra, en la que es profesor Ordinario de Teología fundamental desde 1998. Ha sido director de la revista Scripta Theologica (2009-2022). En 2012 fue nombrado miembro de la Comisión Teológica Asesora de la Conferencia Episcopal Española.
En 2021 fue nombrado miembro del Pontificio Comitato di Scienze Storiche.
Realizó estancias científicas en: Centre d'Archives Maurice Blondel de la Université de Louvain-la-Neuve, University of Saint Andrews, University of Oxford y Notre Dame University (Indiana, USA). 
La investigación del profesor Izquierdo se centra en la tradición en la Iglesia, el método en teología, el pensamiento de Maurice Blondel, la teología de la Revelación y la cristología.

### Monografías
- "La risa de Sara. Ensayos cristianos", BAC, Madrid, 2024, XIV, 202 pp.
- "El vuelo de Ícaro. La razón y la fe, alas del espíritu", Eunsa, 2021, 320 pp.  ISBN 9788431336493
- "Transmitir la fe en la cultura contemporánea. Tradición y magisterio a partir del Vaticano II", Madrid, Ediciones Cristiandad, 2018, 352 pp. ISBN 9788470576454
- C.  IZQUIERDO-J.R. VILLAR, "Notas para un aniversario. 50 años de la Facultad de Teología de la Universidad de Navarra (1967-2017)", Pamplona, Universidad de Navarra. Servicio de Publicaciones 2017, 1ª, 111 pp.
- "El Mediador, Cristo Jesús", Madrid, BAC, 2017, 224 pp. ISBN 978-84-220-1958-9
- "Santa María a la luz del Concilio Vaticano II. Salves 2015", Elche, Basílica de Santa María, 2015, 63 p.
- "Para comprender el Vaticano II. Síntesis histórica y doctrinal", Palabra, Madrid, 2013. 218 p.
- "La luminosa oscuridad de la fe. Los misterios cristianos", Eunsa, Pamplona, 2012, 140 p.
- "Creo, Creemos ¿Qué es la fe?", Rialp, Madrid 2008, 262 p.
- C. IZQUIERDO-J.M. YANGUAS, "Creemos porque amamos", Lumen, Buenos Aires 2006, 223 p.
- "Parádosis". Estudios sobre la Tradición, Eunsa, Pamplona 2006, 265 p
- "Diccionario de Teología", (director), Eunsa, Pamplona 2006, XXVI+1060 p. Segunda edición: junio de 2007. Tercera edición revisada: 2014, XXVIII+1085 p.
- C. IZQUIERDO- C. SOLER (eds), "Cristianos y democracia", Eunsa, Pamplona 2005, 364 p.
- "Teología Fundamental. Temas y propuestas para el nuevo milenio", (editor), Desclée de Brouwer, Bilbao 1999, 750 p. Introducción: pp. 11-17.
- "De la razón a la fe. La aportación de M. Blondel a la teología", Eunsa, Pamplona 1999, 240 p.
- "Teología Fundamental", Eunsa, Pamplona 1998, 583 p. Segunda edición, revisada y actualizada: Pamplona 2002. Tercera edición renovada: Pamplona 2009. Cuarta edición revisada: Pamplona 2015.
- "Jesucristo, único salvador del mundo, ayer, hoy, siempre", Ed. Universidad de la Sabana, Bogotá1997 (en colaboración con M. A. Tabet).
- Edición española (traducción y notas) de M. BLONDEL, "La acción" (1893), BAC, Madrid 1996 (en colaboración con J.M.Isasi). Estudio Preliminar: pp. XIII-XLIV.
- "Blondel y la crisis modernista", Pamplona 1990, 396 pp.
- "Metodología teológica práctica", Pamplona 1989, 206 pp. (en colaboración con A. García-Bañón y J.M. Odero)

## Asociaciones de las que se forma parte
Es miembro de:
- Association des Amis de Maurice Blondel
- Association des Amis de Henri de Lubac
- Association des Amis de Xavier Tilliette